# Inštitut za družbene vede
Inštitut za družbene vede (kratica IDV) je organizacijska enota Fakulteta za družbene vede, v sklopu katerega se izvaja raziskovalna dejavnost na dotični fakulteti.
Dolgoletni predstojnik Inštituta je bil prof. dr. Anton Grizold, za njim Marjan Malešič.
V sklopu Inštituta delujejo naslednji centri:
- Center za filozofske študije
- Center za proučevanje družbene blaginje
- Center za politološke raziskave
- Obramboslovni raziskovalni center
- Center za teoretsko sociologijo
- Center za proučevanje organizacij in človeških virov
- Center za raziskovanje družbenega komuniciranja
- Center za metodologijo in informatiko
- Center za raziskovanje javnega mnenja in množičnih komunikacij
- Center za proučevanje mednarodnih odnosov
- Center za socialno psihologijo
- Center za proučevanje kulture in religije
- Center za proučevanje znanosti
- Center za prostorsko sociologijo
- Center za evalvacijske in strateške raziskave
- Center za antropološke raziskave
- Center za primerjalno pravne in razvojne raziskave